# Подлож
Подлож (словен. Podlož) је насељено место у општини Лошка Долина, Приморско-нотрањска регија, Словенија.

## Историја
До територијалне реорганизације у Словенији био је у саставу старе општине Церкница.

## Становништво
У попису становништва из 2011. године, Подлож је имао 53 становника.
| Број становника према пописима | Број становника према пописима | Број становника према пописима |
| ------------------------------ | ------------------------------ | ------------------------------ |
| 1991                           | 2002                           | 2011                           |
| 55                             | 61                             | 53                             |

Напомена: Године 2003. умањено за део насеља који је проглашено за ново самостално насеље Света Ана при Ложу, а затим умањено за део насеља који је припојен насељу Света Ана при Ложу (без навођења године када је промена извршена).